# Jack Straw (político)
John Whitaker Straw (nacido el 3 de agosto de 1946 en Buckhurst Hill, Inglaterra) es un político británico del Partido Laborista. Más conocido por Jack Straw, ha sido Ministro del Interior entre 1997 y 2001, cuando se convirtió en Ministro de Exteriores tras las elecciones generales británicas de ese año. Fue miembro del Parlamento por Blackburn entre 1979 y 2015.

## Biografía
Nació en Essex, y fue criado por una madre soltera. Fue educado en la Brentwood School (donde tomó el nombre de "Jack" del líder rebelde del siglo XIV, Jack Straw) y estudió Derecho en la Universidad de Leeds. Durante su estancia en Leeds fue elegido Presidente de la unión de estudiantes con el apoyo de partidos de izquierda. Se convirtió entonces en el Presidente de la Unión nacional de estudiantes del Reino Unido. Fue considerado un radical en materias como la igualdad social y racial, así como su oposición a las drogas. Es abogado y ejerció la defensa criminal antes de convertirse en asesor político de ministros laboristas entre 1974 y 1977 y más tarde en periodista televisivo.
Fue miembro del Parlamento por Blackburn, un escaño que ganó tras la retirada en 1979 de Barbara Castle, para quien trabajó como consejero político cuando ella ocupaba la cartera de Ministra de Seguridad Social, hasta mayo de 2015, cuando se jubiló. Es presidente honorario del Blackburn Rovers F.C. En los 80, fue portavoz de la oposición en asuntos económicos y más tarde de Medio Ambiente, antes de convertirse en el candidato de los laboristas a Ministro de Educación en 1987, candidato a Ministro de Medio Ambiente en 1992 y finalmente candidato a Ministro del Interior. En la política británica es habitual que el partido de la oposición tenga un gabinete paralelo al del gobierno con los cargos perfectamente definidos y asignados.
Straw cobró fama internacional cuando el exdictador y entonces senador de Chile, Augusto Pinochet, fue detenido en Londres respondiendo a la petición de extradición formulada por la justicia española. La petición fue formulada por el entonces titular del Juzgado Central de Instrucción nº 5,  Baltasar Garzón. 
Tras 503 días de arresto domiciliario, Straw decidió denegar la petición española y permitió a Pinochet volver a Chile.